# Pitcairnia jareckii
Pitcairnia jareckii är en gräsväxtart som beskrevs av George Richardson Proctor och Cedeño-mald. Pitcairnia jareckii ingår i släktet Pitcairnia och familjen Bromeliaceae. Inga underarter finns listade i Catalogue of Life.